# Giulia Di Camillo
Giulia Di Camillo (Chieti, 24 agosto 1991) è una calciatrice italiana, centrocampista del Chieti.
Figlia di Lello, suo allenatore nel Chieti, condivide la maglia neroverde della società abruzzese anche con la sorella maggiore Giada, che gioca nel ruolo di terzino.

## Carriera

### Club
Giulia Di Camillo condivide la passione familiare per il calcio fin da giovanissima, decidendo di segure la sorella tesserandosi con il Torrevecchia Teatina e giocando nelle formazioni miste fino al raggiungimento dell'età massima consentita dalla federazione.
Passata al calcio femminile, con tre stagioni nell'Ariete Calcio, società di serie B, nella stagione 2008-2009 raggiunge la sorella nel Grifo Perugia, società con cui fa il suo esordio in Serie A2, l'allora secondo livello del campionato italiano di categoria. Entrambe rimangono fino al termine della stagione 2009-2010 quando, durante il calciomercato estivo, decidono di sposare la causa del neopromosso Siena per indossare, sempre in Serie A2, la maglia bianconera per la stagione entrante.
Con la società toscana già alla seconda stagione conquista la finale dei play-off, superando il Fiammamonza per 1-0 e acquisendo il diritto di disputare la Serie A dalla stagione 2012-2013, tuttavia la rinuncia dello sponsor principale, la Banca Monte dei Paschi di Siena, costringe la dirigenza a rinunciare al campionato, decidendo di iscriversi alla Serie C regionale e svincolando le proprie giocatrici.
Sempre assieme alla sorella decide di continuare l'attività agonistica avvicinandosi a casa e sottoscrivendo, nell'estate 2012, un accordo con il Chieti con il quale, dopo una stagione di A2 2012-2013) e le successive di Serie B, ritornata secondo livello per la riforma del campionato, al termine della stagione 2015-2016 conquista la storica promozione alla Serie A che le era sfuggita quattro anni prima, segnando il goal promozione allo Stadio Guido Angelini, che per l'ultima di campionato contava oltre 3.000 persone.

## Palmarès

### Competizioni nazionali
- Campionato italiano di Serie B: 1

Chieti: 2015-2016
- Campionato italiano di Serie A2: 1

Siena: 2011-2012